# Trójkąt Hala’ib

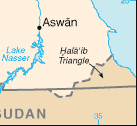

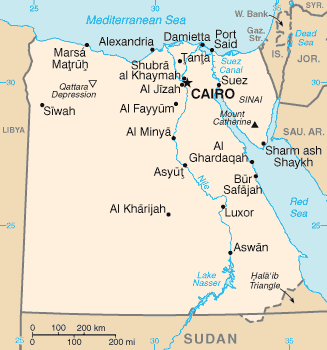

Trójkąt Hala’ib, trójkąt Halaib, trójkąt Halayeb (arab. ‏مثلث حلايب‎ [moˈsællæs ħæˈlæːjeb]) – terytorium sporne między Egiptem i Sudanem, o powierzchni 20 580 km², położone na afrykańskim wybrzeżu Morza Czerwonego. Główne miasto to Hala’ib.
W roku 1899 Wielka Brytania, mająca wielki wpływ na tym obszarze, wytyczyła granicę egipsko-sudańską wzdłuż 22 równoleżnika. Po odzyskaniu niepodległości przez Sudan oba państwa zgodziły się, że taki podział jest krzywdzący dla Beduinów ze szczepu Biszari, których tereny leżały poza wytyczoną granicą, w związku z czym Egipt przekazał część tych ziem pod administrację sudańską.
W 1958 Gamal Abdel Naser wysłał wojska egipskie do spornego regionu, ale wycofał je wkrótce potem. Mimo że oba kraje rościły sobie prawo do tego obszaru, pozostał on pod kontrolą Sudanu do sporu w 1992, kiedy to Egipt sprzeciwił się przyznaniu prawa do poszukiwania morskich złóż ropy naftowej kanadyjskiej firmie i wysłał w ten region swoje wojsko. W styczniu 2000 roku siły sudańskie zostały wycofane z tej strefy, natomiast żołnierze egipscy nadal tam stacjonują.
W 2004 prezydent Sudanu, Umar al-Baszir, stwierdził, że – mimo wycofania jego wojska oraz faktycznej egipskiej kontroli – trójkąt Hala’ib nadal powinien należeć do Sudanu. Prezydent oświadczył, że Sudan nigdy nie zrezygnował z miasta Hala’ib i jego okolicy. Nowo odkryte rezerwy ropy naftowej na tym terenie mogą tylko zwiększyć chęć obu państw do ubiegania się o ten obszar.
Walczące na sudańskim froncie wschodnim polityczno-wojskowe grupy (składające się z Kongresu Bedża i Wolnych Lwów, które podpisały porozumienie pokojowe z rządem w Chartumie) oświadczyły, że ponieważ trójkąt Hala’ib jest zamieszkany przez ludność związaną z Sudanem etnicznie, językowo i plemiennie, uznają go za część tego państwa.
Drugim obszarem o spornym statusie jest Bir Tawil (na zachodzie), zamieszkany przez egipskie plemię Ababde.
Obecnie Egipt domaga się rozwiązania sporu granicznego przez powrót do granicy z 1899, czyli oddanie Sudanowi Bir Tawil w zamian za trójkąt Hala’ib, natomiast Sudan stoi na stanowisku odwrotnym, domagając się zatwierdzenia przebiegu granicy z 1902 jako oficjalnej. W efekcie obie strony sporu mają pretensje do rejonu Hala’ib, natomiast żadne z państw nie chce pozostawienia w swoich granicach Bir Tawil, który jest terytorialnie dziesięciokrotnie mniejszy od trójkąta Hala’ib.